# Expect the Unexpected
Pour plus de détails, voir Fiche technique et Distribution.
Expect the Unexpected (非常突然, Fai seung dat yin) est un film hongkongais réalisé par Patrick Yau, sorti le 28 mai 1998.

## Synopsis
Une course-poursuite après un des trois bandits qui viennent de commettre un casse, va amener Ken, Sam et la police dans un bâtiment où a élu domicile un sordide chef de criminels qui séquestre une mère et sa fille.

## Fiche technique
- Titre : Expect the Unexpected
- Titre original : 非常突然 (Fai seung dat yin)
- Réalisation : Patrick Yau
- Scénario : Taurus Chow, Szeto Kam-yuen et Yau Nai-hoi
- Production : Johnnie To et Wai Ka-fai
- Société de production : Milkyway Image
- Musique : Cacine Wong
- Photographie : Ko Chiu-lam
- Montage : Chan Chi-wai
- Pays d'origine : Hong Kong
- Format : Couleurs - 1,85:1 - Dolby - 35 mm
- Genre : Action et drame
- Durée : 87 minutes
- Date de sortie : 28 mai 1998 (Hong Kong)

## Distribution
- Simon Yam : Ken
- Lau Ching-wan : Sam
- YoYo Mung : Mandy
- Ruby Wong : Macy
- Lam Suet : Collins

## Récompenses
- Nomination au prix de la meilleure actrice débutante (YoYo Mung) et du meilleur scénario, lors des Hong Kong Film Awards 1999.
- Prix du meilleur scénario et film du mérite, lors des Hong Kong Film Critics Society Awards 1999.